# Ovidiu
Ovidiu es una ciudad con estatus de oraș de Rumania. Es una ciudad milenaria de 13 134 habitantes localizada en Dobruja. La ciudad a lo largo del tiempo tuvo otros nombres, tales como Silişte o Canara. El nombre actual lo tomó de la pequeña isla del lago Siutghiol que está a 100 m de la ciudad y en la cual se encuentra la tumba de Ovidio, poeta latino exilado a Tomis.

## Geografía
La ciudad se sitúa en la carretera nacional DN2A que une Bucarest con Constanza a 13 km de esta, también esta cruzada por el ferrocarril y el canal fluvial navegable Poarta Albă Midia Năvodari, por el norte.
Ovidiu está situado en la zona este del distrito, a orillas del lago Siutghiol. En frente de la ciudad, al otro lado del lago, se encuentra el famoso spa rumano Mamaia. En el término municipal de la ciudad entran también los poblados de Poiana a 6 km al suroeste y Nazarcea en la parte norte.

## Demografía
Hace más de cien años, en 1902, Ovidiu era un pequeño pueblo de 721 habitantes, del cual, 227 eran rumanos, 256 turcos y tártaros, 130 alemanes y 112 búlgaros. En 1992 la ciudad tenía 12 951 habitantes, 10461 en Ovidiu, 798 en Poiana y 1335 en Nazarcea. En el censo de 2002 la ciudad contaba con 13 134 habitantes, de cual la mayoría eran rumanos étnicos (92,69%) aunque había también turcos (2,71%), tártaros (3,36%) y otras minorías.

## Economía
Económicamente, la ciudad está bien representada en muchos sectores: hay canteras de piedra para la construcción, una esclusa fluvial, fábricas de refrescos, cooperativas agrícolas, dehesa, viñedos y matadero.

## Turismo
En la ciudad hay un hotel y varias pensiones y moteles. Cerca hay un complejo turístico llamado Cişmea, que cuenta con 30 cabañas y un restaurante con menú típico de Dobruja. A 100 metros de la ciudad, en el lago Siutghiol, se encuentra la isla Ovidiu que cuenta con un restaurante y otras posibilidades de entretenimiento.